# Louts
Le Louts [luts] (ou Lous) est un affluent gauche de l'Adour, entre le Gabas et le Luy, dans les départements français des Landes et des Pyrénées-Atlantiques.

## Étymologie
Le nom du Louts est mentionné sous la forme : Flumen qui dicitur Lossium (Gallia Christiana, XIIe siècle).
Il provient du basque Lohizun qui signifie « limoneux », l'étymologie est donc apparentée à celle du Luy.
Le Luz, le Luzoué et le Luzoû ont un nom apparenté. Le nom du Loucin, affluent du Luy de Béarn, en est un hypocoristique.

## Géographie
Le Louts prend sa source à hauteur de Thèze dans les Pyrénées-Atlantiques. Il traverse la Chalosse et se jette dans l'Adour à Goos, à l'est de Dax. Sa longueur est de 86,2 km.

## Départements et communes traversés

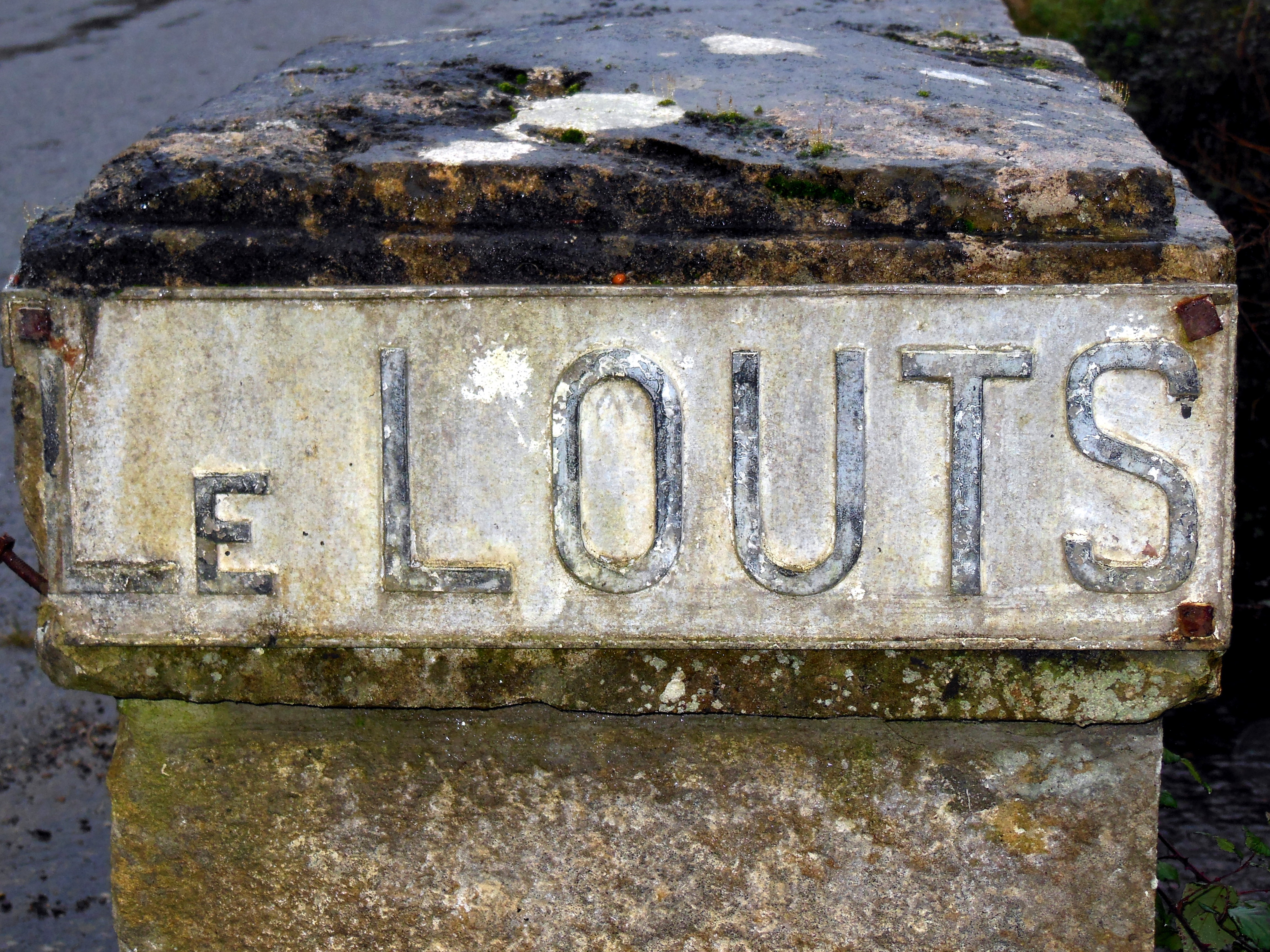
Pont traversant le Louts à Saint-Cricq-Chalosse.

- Pyrénées-Atlantiques : Thèze, Arzacq-Arraziguet, Lème, Méracq, Vignes.
- Landes : Hagetmau, Saint-Cricq-Chalosse, Caupenne, Louer, Cassen, Préchacq-les-bains, Lourquen, Poyanne, Samadet.

## Principaux affluents
- (G) l'Arblech ou l'Arriou, 5,9 km, en provenance d'Arzacq-Arraziguet
- (G) l'Arricabet, 3,7 km, en provenance de Philondenx
- (G) le canal du Biélongue, 5,5 km, en provenance d'Arboucave
- (G) le ruisseau de Grabe, 7,2 km, en provenance de Monségur
  - (D) le ruisseau de Casseboué ou du Gua du Miey
  - (D) le ruisseau d'Agès ou du Gua du Miey
- (G) le ruisseau de Dournang[4], en provenance de Lacrabe
- (D) le ruisseau de la Rèzenon, 6,9 km, séparant Doazit de Serreslous-et-Arribans
- (D) le ruisseau de Gaouchard, 4 km, en provenance de Doazit
- (D) le ruisseau de Laourole, 5,6 km, en provenance de Maylis
- (D) la Gouaougue, 14,9 km, en provenance de Doazit.
- (D) le ruisseau de Chai, 6 km, en provenance de Mugron
- (G) le ruisseau de Pelette, 4,2 km, en provenance de Gamarde-les-Bains